# 祈り (長渕剛の曲)
「祈り」（いのり）は、日本のシンガーソングライターである長渕剛の3枚目のシングル曲である。
1979年7月5日に東芝EMIのエキスプレスレーベルからリリースされた。作詞・作曲は長渕、編曲は佐藤準が担当している。
長渕の実体験に基づかれて製作された楽曲であり、かつて交際していた女性が急逝した事を題材としている。初期ライブにて演奏されていたが後年になりライブで演奏される事はなくなった。
オリコンチャートでの最高位は55位となっている。
中間に別パートが挿入されるバージョンがライブ・アルバム『長渕剛LIVE』（1981年）に収録されている。スタジオ録音バージョンはベスト・アルバム『FROM T.N.』（1983年）に収録された他、『SONGS』（2008年）にボーカルのみ再録音したバージョンが収録された。

## 背景
曲中に女性が天へと帰っていく描写があるが、これは長渕自身の実体験に基づいて描かれている。当時大学へと入学し、実家のある鹿児島から福岡へ転居していた長渕は、交際していた三歳下の女性とアパートで同棲生活を送っていた。しかし、その事が噂となった挙句に遂には母親の耳に入り、自堕落な生活を心配した母は長渕と女性を強引に別れさせた。
その後、その女性との連絡は途絶えたまま長渕は上京し、「巡恋歌」（1978年）によってデビューし多忙な日々を送っていた。その頃、その女性が上京し、東京に住んでいる事が判明する。連絡を取った長渕は、友人としてその女性と月に一度程度会うようになっていたが、後日その女性が事故死したと聞かされる。ショックを受けた長渕は、その後何もかも手に付かなくなり、しばらくは女性と交際する事も出来なくなった。
そのような経緯からこの楽曲は作られ、当時のディレクターは「若いのに何故こんなに深いラブソングが書けるのかと感心しました。後で実話と知って納得しましたが」と発言している。

## 音楽性
亡くなってしまった恋人に対する惜別の歌。制作段階では一部異なり、間奏の合間に異なるメロディーのパートが存在したが、削除されている。そのバージョンはライブ・アルバム『長渕剛LIVE』（1981年）で聞く事が出来る。
音楽情報サイト『CDジャーナル』では、「長渕の得意とする、儚さたっぷりの悲恋歌」と表記されている。

## リリース
1979年7月5日に東芝EMI／エキスプレスよりリリースされた。
初期のライブで演奏され、ベストアルバムにも収録されていたが、後年演奏されることもなくなり、長らくベストアルバムにも収録されていなかった。しかし、『SONGS』（2008年）において初めて再録音されたバージョンが収録された。
B面曲の「恋のランデブー」は、「祈り」とは打って変わり、女性を口説き落とそうとする男の歌である。アルバムには未収録となった。

## プロモーション
本作に関連するテレビ出演としては、日本テレビ系音楽番組『コッキーポップ』（1977年 - 1982年）に1979年7月22日に出演し「風は南から」、「訣別」、「夏まつり」、「祈り」、また八神純子との共演で「ポーラー・スター」を演奏した。

## 批評
| 専門評論家によるレビュー | 専門評論家によるレビュー |
| レビュー・スコア         | レビュー・スコア         |
| 出典                     | 評価                     |
| ------------------------ | ------------------------ |
| CDジャーナル             | 肯定的                   |

音楽情報サイト『CDジャーナル』では、「愛が終わってしまった悲しみ、悔やんでも悔やみ切れない男の嘆きを、つぶさに表現することに成功している。寂しさの念を壮大に描く、ストリングスも聴きどころ」と評されている。

## チャート成績
オリコンチャートでは最高位55位、登場回数16回となり、売り上げ枚数は5.8万枚となった。

## シングル収録曲
| 全作詞・作曲: 長渕剛。 |                    |           |            |          |      |
| #                      | タイトル           | 作詞      | 作曲・編曲 | 編曲     | 時間 |
| 1.                     | 「祈り」           | 長渕剛    | 長渕剛     | 佐藤準   | 4:14 |
| 2.                     | 「恋のランデブー」 | 長渕剛    | 長渕剛     | 石川鷹彦 | 3:21 |
| 合計時間:              | 合計時間:          | 合計時間: | 7:35       |          |      |

## 収録作品
スタジオ音源
- 『逆流』（1979年）
- 『夏の恋人』（1981年）
- 『FROM T.N.』（1983年）
- 『SINGLES Vol.1 (1978〜1982)』（1997年）
- 『SONGS』（2008年） - 再録音バージョン

ライブ音源
- 『長渕剛LIVE』（1981年）収録。1980年のツアーでの歌唱バージョンで、間奏の間に一部異なるメロディーと歌詞が追加されている。